# Maria Konnikova
Maria Konnikova är en rysk-amerikansk författare och journalist, som framför allt skriver om psykologi och litteratur.

## Biografi
Konnikova föddes i Moskva 1984, och kom till USA med sina föräldrar när hon var fyra år gammal. Hennes familj lämnade Sovjetunionen efter att gränserna öppnats för att låta judar flytta till Israel. Familjen valde istället att flytta till delstaten Massachusetts, utanför Boston, där hon gick på Acton-Boxborough Regional High School. Påverkade av propagandan de upplevde i Sovjetunion, beslöt sig Konnikovas föräldrar att leva utan TV i sitt nya hemland.
När hon studerade psykologi och kreativt skrivande vid Harvard University, var hennes mentor psykologen och den populära författare Steven Pinker. Hon tog en magna cum laude. Konnikova fick sedan sin doktorsexamen i psykologi från Columbia University. Som doktorskandidat vid Columbia, beskrev hennes studentprofil att hon var intresserad av "self-control ability and decision making."
Efter att hon tog examen från Harvard, arbetade hon som producent för Charlie Roses program på Public Broadcasting Service (PBS). Konnikova skrev också i spalten "Literally Psyched" i Scientific American och psykologibloggen "Artful Choice" för Big Think, men har sedermera slutat på båda. Hon har också bidragit till tidningar såsom The Atlantic, Slate, The Paris Review and The New Republic. Hon skriver fortfarande för The New York Times.

## Författarskap
Konnikovas första bok, Mastermind: How to Think Like Sherlock Holmes, som publicerades av Viking Press/Penguin Group i januari 2013, blev en New York Times bestseller och översattes till ett flertal språk. Konnikova har beskrivit att hon först mötte rollfiguren Sherlock Holmes vid fyra års ålder, när hennes far läste Arthur Conan Doyles berättelse på ryska för henne. Hon läste sedan alla Holmes-berättelser under vad hon kallar en "mycket påverkbar" tid i sitt liv och menar att "de verkligen förändrade mitt liv."
Konnikova har berättat att J.D. Salinger, F. Scott Fitzgerald, Vladimir Nabokov, Michail Bulgakov och W.H. Auden som hennes favoritförfattare.
I kölvattnet av hennes bok har Konnikova förklarat hur hon ser på hur viktig fiktion är i samband med psykologi:
| ” | Jag berättar det här för alla... Jag tror att man lever ett fattigt liv om man bara läser facklitteratur... Jag tror att de bästa psykologerna faktiskt är skönlitterära författare. Deras förståelse för det mänskliga sinnet är avsevärt bortom vart vi har lyckats komma inom psykologin... Man behöver de noggranna experimenten, men man behöver också ta ett steg tillbaka och inse att skönlitterära författare ser saker i ett större perspektiv och kan ge en insikter eller till och med idéer till ämnen för studier. | „ |

Hon har senare gett ut en bok om bedrägeri, The Confidence Game: Why We Fall for It . . . Every Time (2016).

## Privatliv
Enligt Konnikovas Twitter-profil, bor hon i New York City, New York.